# جوليان بويد (مخرجة)
جوليان بويد (بالإنجليزية: Julianne Boyd)‏ هي مخرجة أمريكية، ولدت في 22 ديسمبر 1944.